# فلودزميزيرز زون
فلودزميزيرز زون (بالبولندية: Włodzimierz Zonn)‏ (و. 1905 – 1975 م) هو عالم فلك، وكاتب غير روائي من بولندا. ولد في فيلنيوس.
توفي في وارسو، عن عمر يناهز 70 عاماً.

## التعليم
تعلم في جامعة فيلنيوس.

## مناصب وهيئات
أدار جامعة وارسو.

## روابط خارجية
- فلودزميزيرز زون على موقع IMDb (الإنجليزية)
- فلودزميزيرز زون على موقع كينوبويسك (الروسية)